# Амортизируемое имущество
Амортизируемое имущество — в российском налоговом законодательстве: часть имущества предприятия, организации, предпринимателя, представленная в виде имущества, результатов интеллектуальной деятельности, или иных объектов интеллектуальной собственности, которые находятся у налогоплательщика на праве собственности, используются им для извлечения дохода. В отличие от неамортизируемого имущества его стоимость учитывается при налогообложении путём начисления амортизации.
Имущество признается амортизируемым если его срок службы больше 12 месяцев и его первоначальная стоимость более 100 000 рублей
.
В соответствии со сроками полезного использования амортизируемого имущества его распределяют по амортизационным группам.

## Законодательство РФ
- Глава 25 НК РФ ( иначе — п. 1 ст. 256 НК РФ).  "Налог на прибыль организаций".

Амортизируемое имущество это имущество, которое :
1. находится у налогоплательщика на праве собственности
2. используется для извлечения дохода, т е в производственной деятельности
3. Со сроком полезного использования более 12 мес и первоначальной стоимостью более 100 000 руб

Сроком полезного использования является период, в течение которого объект ОС или нематериальные активы служат для выполнения цели деятельности налогоплательщика.
Амортизация имущества включает 2 группы:
1. Основные средства
2. Нематериальные активы

Не подлежит амортизации вода, земли и другие ресурсы, ценные бумаги и объекты не завершенного строительства
Амортизационная группа – амортизация имущества распределяется в соответствии его сроками полезного использования по амортизационным группам
1. от 1 до 2-х лет
2. от 2до 3-х лет
3. от 3-5
4. от 5-7
5. от 7-10
6. от 10-15
7. от 15 - 20
8. от 20-25
9. от 25 до 30 лет
10. свыше 15 лет